# 틴브리지

틴브리지의 위치

틴브리지(영어: Teignbridge)는 잉글랜드 데번주에 위치한 비도시 자치구로 중심 도시는 뉴타운애벗이며 인구는 127,357명(2014년 기준), 면적은 637.9km2이다.